# Symphonie no 42 de Mozart
Pour les articles homonymes, voir K75.
La Symphonie en fa majeur « no 42 », K. 75, a été écrite par Wolfgang Amadeus Mozart de mars à août 1771 à Salzbourg.

## Historique
L'autographe qui était en possession de l'éditeur Breitkopf & Härtel, a été détruit durant la Seconde Guerre mondiale. L'attribution à Mozart de cette symphonie n'est pas 100% sûre néanmoins la plupart des experts considèrent cette œuvre comme authentiquement de Mozart.
La Alte Mozart-Ausgabe (publiée en 1879–1882) attribue les nombres 1–41 aux 41 symphonies portant des numéros. Les symphonies non numérotées (certaines, dont K. 75, publiées dans les suppléments du Alte-Mozart Ausgabe jusqu'en 1910) ont été parfois numérotées avec les nombres de 42 à 56, bien qu'elles aient été écrites avant la Symphonie no 41 de Mozart (écrite en 1788). La symphonie K. 75 a ainsi reçu le numéro 42.

## Instrumentation
| Instrumentation de la symphonie no 42                                |
| Cordes                                                               |
| premiers violons, seconds violons, altos, violoncelles, contrebasses |
| Bois                                                                 |
| 2 hautbois                                                           |
| Cuivres                                                              |
| 2 cors en fa                                                         |

Les orchestres contemporains ajoutent des bassons et un clavecin.

## Structure
La symphonie comprend quatre mouvements :
1. Allegro, en fa majeur, à 
, 136 mesures
2. Menuetto - Trio, en fa majeur (Trio en si bémol majeur), à 
, 26 + 16 mesures, cordes seules
3. Andantino, en si bémol majeur, à 
, 61 mesures, 2 sections répétées deux fois (1 à 25 et 26 à 61)
4. Allegro, en fa majeur, à 
, 103 mesures, 2 sections répétées deux fois (1 à 46 et 47 à 103)

Durée : environ 13 minutes

Introduction de l'Allegro :
La lecture audio n'est pas prise en charge dans votre navigateur. Vous pouvez télécharger le fichier audio.
Première reprise du Menuetto :
La lecture audio n'est pas prise en charge dans votre navigateur. Vous pouvez télécharger le fichier audio.
Première reprise du Trio :
La lecture audio n'est pas prise en charge dans votre navigateur. Vous pouvez télécharger le fichier audio.
Introduction de l'Andantino :
La lecture audio n'est pas prise en charge dans votre navigateur. Vous pouvez télécharger le fichier audio.
Introduction de l'Allegro:
La lecture audio n'est pas prise en charge dans votre navigateur. Vous pouvez télécharger le fichier audio.